# Hermann Kapler
Hermann Paul Kapler, född 2 december 1867, död 2 maj 1941, var en tysk jurist och kyrkopolitiker.
Kapler blev president för Evangelischer Oberkirchenrat i Berlin och för Deutscher evengelischer Kirchenbund 1925, var ledare för den tyska delegationen vid Stora ekumeniska mötet i Stockholm 1925, och blev 1928 president för den europeiska kontinentala gruppen i Ekumeniska rådet.